# Bunodeopsis medusoides
Bunodeopsis medusoides is een zeeanemonensoort uit de familie Boloceroididae.
Bunodeopsis medusoides is voor het eerst wetenschappelijk beschreven door Fowler in 1888.